# Lista över flygplatser i Nicaragua

Aeropuerto Internacional Augusto César Sandino i Managua

Nicaragua har endast en flygplats med internationell reguljärtrafik:  Aeropuerto Internacional Augusto César Sandino i Managua. Därifrån kan man flyga till och från Panama, Costa Rica, El Salvador, Mexiko, Kuba och Förenta Staterna.

## Inrikesflyg

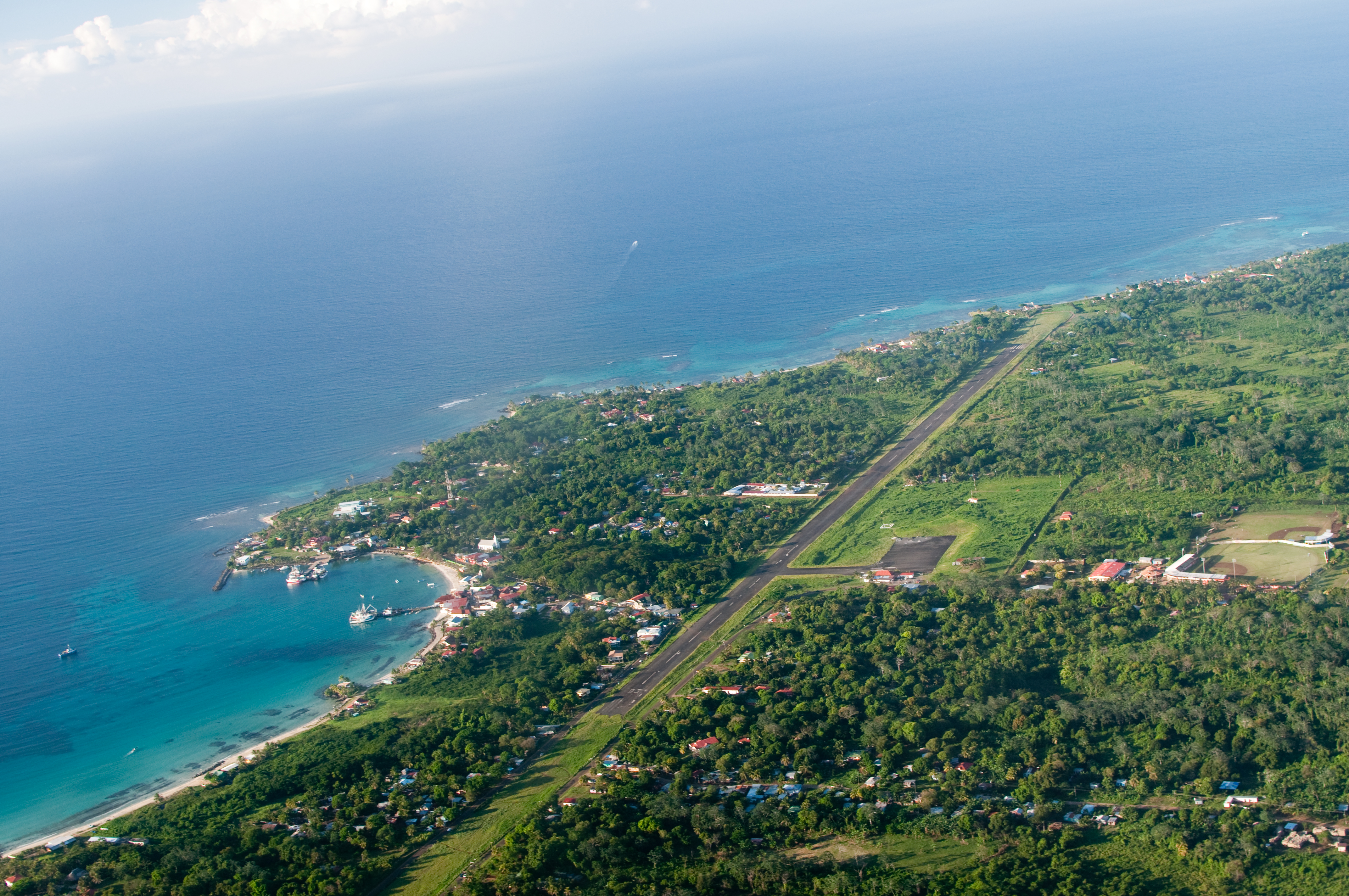
Flygplatsen på Big Corn Island

Förutom den internationella flygplatsen i Managua, har landet ytterligare fem statliga civila flygpltser i Bluefields, Corn Island, San Juan del Norte och Bilwi på den karibiska kusten samt en liten flygplats på ön Ometepe i Nicaraguasjön. Det reguljära inrikesflyget är begränsat (2023) till flyg mellan huvudstaden och Bilwi, Bluefields och Corn Island. Samma flygplan trafikerar Bluefields och Corn Island så man kan också resa mellan dessa två orter.
På grund av det långa avståndet mellan huvudstaden Managua och landets östliga kommuner, finns det också flygplatser i gruvstäderna Bonanza, Rosita och Siuna, i San Carlos, samt i det mycket avlägset belägna Waspán vid floden Río Coco.

## Turisttrafik
Vid Stillahavskusten finns tre flygplatser som framför allt används av turister: Aeropuerto de Montelimar sydväst om Managua, Aeropuerto de Costa Esmeralda längre söderut mellan Tola och Las Salinas/Popoyo, samt ännu längre söderut Aeródromo de Morgans Rock, en liten privat flygplats enkom för besökare till Morgans Rock.

## Jordbruk och industri
Spritt över landet finns det ett antal små landningsbanor som framför allt används inom jordbruk och industri. Många av dessa har landningsbanor av jord, gräs eller grus.

## Militär
Strax norr om Managua, på andra sidan av Managuasjön, ligger den militära flygplatsen Aeropuerto Punta Huete. Med 3 000 meter har den landets längsta landningsbana. Den fungerar även som reservflygplats för Managua, vilket är speciellt viktigt med tanke på att Managua ligger i ett jordbävningsområde.

## Lista
Här är en lista över alla befintliga flygplatser i Nicaragua (2023).
|  | NAMN                                            | KOMMUN                      | DEPARTEMENT        | BANA (m) | BELÄGGNING | ICAO | IATA |
|  | Alamikamba, Aeródromo de                        | Prinzapolka                 | Costa Caribe Norte | 940      | jord, gräs | MNAL |      |
|  | Altmira, Aeródromo de                           | San Lorenzo                 | Boaco              | 690      | betong     | MNAM |      |
|  | Augusto César Sandino, Aeropuerto Internacional | Managua                     | Managua            | 2 442    | asfalt     | MNMG | MGA  |
|  | Bilwi, Aeropuerto de                            | Puerto Cabezas              | Costa Caribe Norte | 2 500    | betong     | MNPC | PUZ  |
|  | Bluefields Airport                              | Bluefields                  | Costa Caribe Sur   | 2 000    | asfalt     | MNBL | BEF  |
|  | Bonanza, Aeropuerto de                          | Bonanza                     | Costa Caribe Norte | 1 430    | asfalt     | MNBZ | BZA  |
|  | Chinandega, Aeropuerto de                       | Chinandega                  | Chinandega         | 1 000    | asfalt     | MNCH | NCH  |
|  | Corn Island Airport                             | Corn Island                 | Costa Caribe Sur   | 1 900    | asfalt     | MNCI | RNI  |
|  | Costa Esmeralda, Aeropuerto Internacional       | Tola                        | Rivas              | 1 500    | asfalt     | MNCE | ECI  |
|  | El Papalonal, Aeródromo de                      | La Paz Centro               | León               | 1 525    | gräs       | MNPP |      |
|  | Hato Grande, Aeródromo de                       | Juigalpa                    | Chontales          | 800      | jord       | MNHG |      |
|  | Karawala, Aeródromo de                          | Desembocadura de Río Grande | Costa Caribe Sur   | 780      | gräs       | MNKW |      |
|  | La Cumplida, Aeródromo de                       | Matagalpa                   | Matagalpa          | 740      | gräs       | MNMT |      |
|  | Las Lajas, Aeródromo de                         | Granada                     | Granada            | 1 270    | grus       | MNLL |      |
|  | León, Aeropuerto de (Fanor Urroz)               | León                        | León               | 2 036    | asfalt     | MNLN |      |
|  | Los Brasiles, Aeropuerto de                     | Mateare                     | Managua            | 915      | asfalt     | MNBR |      |
|  | Montelimar, Aeropuerto de                       | San Rafael del Sur          | Managua            | 2 036    | asfalt     | MNMR |      |
|  | Morgans Rock, Aeródromo de                      | San Juan del Sur            | Rivas              | 900      | grus       | MNRV |      |
|  | Ometepe, Aeropuerto de                          | Moyogalpa                   | Rivas              | 1 500    | betong     | MNLP |      |
|  | Palcasa, Aeródromo de                           | El Castillo                 | Chontales          | 835      | asfalt     | MNPA |      |
|  | Pikin Guerrero, Aeródromo de                    | Acoyapa                     | Chontales          | 760      | jord, gräs | MNPG |      |
|  | Punta Huete, Aeropuerto                         | San Francisco Libre         | Managua            | 3 006    | asfalt     | MNFC |      |
|  | Rosita, Aeropuerto de                           | Rosita                      | Costa Caribe Norte | 1 975    | asfalt     | MNRT | RFS  |
|  | San Carlos, Aeropuerto de                       | San Carlos                  | Río San Juan       | 1 200    | betong     | MNSC | NCR  |
|  | San Juan de Nicaragua, Aeropuerto               | San Juan del Norte          | Río San Juan       | 1 200    | betong     | MNSN |      |
|  | Siuna, Aeropuerto de                            | Siuna                       | Costa Caribe Norte | 1 130    | asfalt     | MNSI | SIU  |
|  | Waspán, Aeropuerto de                           | Waspán                      | Costa Caribe Norte | 1 250    | grus       | MNWP | WSP  |